# Juha Vainio
Juha Harri Vainio (Kotka, 1938. május 10. – Gryon, 1990. október 29.) finn dalszövegíró, zeneszerző, énekes. Mintegy 2400 dalszövegével és dalával Sauvo Puhtila, Reino Helismaa és Vexi Salmi mellett ő Finnország egyik legtermékenyebb dalszövegírója. Az 1960-as években kezdett dalokat írni. A "Watt" ragadványnevet egyik dala után kapta, de ezt önállóan soha nem használta, csak "Juha Watt Vainio" néven szerepelt.

## Élete

### Családja és gyermekkora

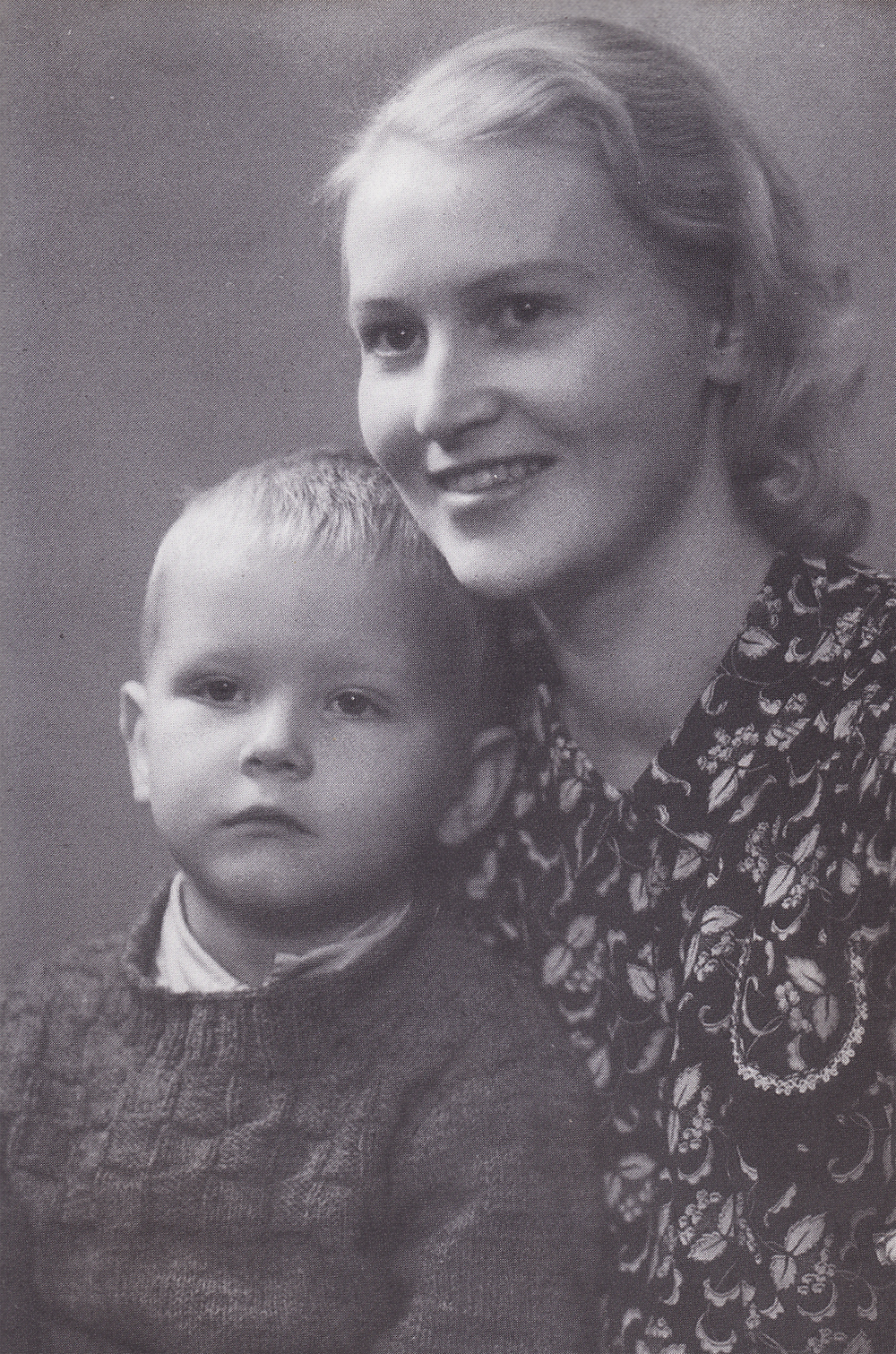
Juha Vainio és édesanyja, Kaarina

Tauno és Kaarina Vainio első gyermekeként született 1938. május 10-én Kotkában. Gyermekkora elején sok időt töltött az imatrai Vuoksenniskában. Két testvére volt: Marja (1944) és Markku (1946).
Vainio nagyapja, Emil Alajääski (born 1881), röviddel a századforduló után változtatta a nevét Vainióra. Vainio családja apai ágon több atlétával dicsekedhetett, és Kaarina Vainio is rendelkezett némi atlétikai háttérrel. Miután 1937-ben eljegyezte Kaarinát, Tauno Vainio Vuoksenniskában dolgozott a Fehér Gárda regionális vezetőjeként, akit elvszerű emberként ismertek. Kaarina Vainiónak középfokú, Tauno Vainiónak kereskedelmi technikusi végzettsége volt.
Juha Vainio gyermekkorában szeretett énekelni, és a szomszédok gyakran áthívták szerepelni. Amikor 1939-ben kitört a téli háború Juha túl kicsi volt, semhogy megértette volna az eseményeket. Apja elment a háborúba, és Juha anyjával Metsolába (Kotka) költözött. Felnőttként csak annyira emlékezett a háborúról, hogy szóltak a légvédelmi szirénák, és az emberek féltek. Egyszer azt is mondta, hogy jobban félt a szomszédasszonytól, másrészt elismerte, hogy a háború nyomot hagyott rajta. Eräänlainen sotaveteraani című éneke a Sellaista elämä on albumból ezeket az érzelmeket tükrözi. Mivel Kotka kikötőváros volt, gyakran bombázták, és Juhát és anyját gyakran evakuálták. Az evakuálás alatt néha anyja unokatestvéreinél laktak, ahol Juha összebarátkozott anyjának egyik unokatestvérével, Olli Miettinennel. A köztük levő korkülönbség hat évnyi volt. Kaarina Vainio egyetlen fivérét, Maunót a háborúban ölték meg.
1945-ben a Vainio család egy különálló házba költözött Metsolában, ahol 1950-ig laktak, mielőtt ismét Kotkansaariba, Kotka központjába költöztek volna. Juha Vainio úgy emlékezett vissza, hogy gyermekkora legszebb éveit Metsolában töltötte. Itt találkozott Nestori Miikkulainennel, aki négy évvel volt idősebb nála, és aki utóbb Vainio Vanhojapoikia viiksekkäitä című dalában szerepelt. Vainio sok időt töltött barátaival a kotkai kikötőben, és egész életében kötődött a tengerhez.
Juha Vainiót gyermekkorában veleszületett szívelégtelenséggel diagnosztizálták, melynek tünetei az elkékülő ajkak és a gyorsan kialakuló légszomj voltak. 1949-ben szívműtéten esett át; ezzel egyidejűleg anyja tuberkulózist kapott, amiből utóbb kigyógyult. Juha a kórházban eleinte a felnőttek osztályán volt a műtét súlyossága miatt, de a lábadozás időszakát már a gyermekosztályon töltötte. Hamarosan hazakerült, és javulásnak indult.

### Tanulmányai
Juha Vainio oktatása nem kezdődött jól. Az iskolát nem szerette, ezért egyszer három hétig igazolás nélkül hiányzott. Az elemi iskola elvégzése után a kotkai gimnáziumba járt, ugyanakkor, amikor a család Metsolából Kotkansaariba költözött. Iskolai évei alatt legjobb barátja a két évvel idősebb Risto "Tiso" Warjus volt. Mindketten a kotkai gimnázium kórusában énekeltek. Vainio zenetanára a gimnáziumban, Arvo Vainio a "Junnu" ragadványnevet kapta, mivel hosszú orra egy képregénybeli szereplőére hasonlított. Később a név átragadt Juha Vainióra, mivel ugyanaz volt a családneve, mint a tanárnak.
Tizenöt éves korában Vainio biztos volt benne, hogy író lesz Fiatal korában olvasott egy poétikáról szóló könyvet, és később azt mondta, hogy könnyű megszegni a szabályokat, ha már megtanultad őket. A gimnáziumi dolgozataiból kitűnt írói tehetsége. Tanárai azonban vegyes érzéseket tápláltak a dolgozataival szemben; egyszer nem kapott osztályzatot az egyik könnyed, vezércikkszerű írására, mivel a tanár úgy vélte, hogy nem lehet esszének tekinteni. Noha az esszéírás az erőssége volt, Juha érdektelennek találta az iskolát. Azt fontolgatta, hogy otthagyja az iskolát, de osztályfőnökének sikerült lebeszélnie erről. Áthelyezték egy másik iskolába, ahova később barátja, Risto Warjus is követte. Mindent összevéve, az összes tantárgy közül Vainio csak az énekben és a sportban jeleskedett.
1957 körül a Vainio család Kotka központjából a kikötő mellé költözött. Néhány év múlva ismét elköltöztek, ezúttal Sibeliuspuisto mellé. Juha Vainio gyermekkorától kezdve sportolt, még a szívműtétje előtt is. A Kotkában népszerű labdarúgást és kosárlabdát kedvelte, de Tiso Warjusszal együtt a magasugrást is űzte. A szívműtét után Juha fizikai kondíciója romlott, de a sportolás által sikerült javítania rajta.

### Első kapcsolata a zenével

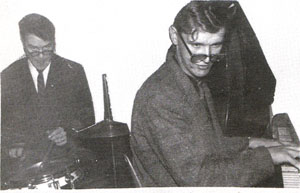
Juha Vainio (jobbra) a Fennia étteremben, 1957-ben

Juha Vainio az 1950-es éve közepén kezdett érdeklődni a zene iránt és kapcsolatba kerülni zenészekkel. A dzsessz központja Kotkában a Fennia étterem volt, ahol olyan előadók léptek fel, mint Keijo Laitinen, és Vainio anyjának az unokatestvére, Olli Miettinen játszott. Noha Vainio még nem volt 21 éves, tehát kiskorúnak számított, sikerült bejutnia az étterembe, ahol bemutatta szövegeit a zenészeknek, és néha megengedték neki, hogy zongoránál játsszon. Vainio szerint a barátai tudták, hogy soha nincs pénze. Egyre többet ivott, és gyakran kérte meg barátait, hogy hívják meg egy italra.
1956 mellett Vainio egy három évvel idősebb zenészbarátja, Heikki Kauppinen mellett lakott. Összeismerkedett Erkki Liikanen dobossal is. Barátainak más volt a zenei ízlése: míg Olli Miettinen és Reijo "Rempo" Tani dzsesszt hallgatott, Vainio a slágereket kedvelte. Vainio később dalszövegben örökítette meg több barátját is.
1957-ben Vainiót besorozták a finn hadseregbe. Ekkor 19 éves volt, és a gimnázium utolsó előtti osztályába járt. Mindazonáltal nem akart rögtön az érettségi után bevonulni katonai szolgálatba, mert előbb meg akarta találni hivatását. Következő év tavaszán Pekka barátjával Párizsba utazott a szünidő alatt. Vainiónak 1959 tavaszán kellett volna érettségiznie, de svéd nyelvből nem sikerült a vizsgája, így csak ősszel szerezte meg az érettségi bizonyítványt.

### Apaság, tanítás és katonai szolgálat
A Fenniában ismerkedett meg jövendő feleségével, Taina Kaukonennel. Amikor 1950 elején Taina terhes lett, Juha szülei megdorgálták az ifjú apát. Ennek következtében a fiatalok 1960 nyarán összeházasodtak, és októberben megszületett Ilkka nevű fiúgyermekük. Utóbb további három gyermekük született: Sami 1961-ben, Kalle 1963-ban és Kati 1967-ben. Kezdetben a fiatal házaspár Juha szüleinél lakott, de Helsinkibe költöztek, amikor Juha elkezdte ottani tanulmányait. A Társadalomtudományi Főiskolára (Yhteiskunnallinen korkeakoulu), majd a Tanárképző Főiskolára Opettajakorkeakoulu járt, ahol tanári képesítést szerzett.
Juha Vainio a felsőbb osztályokat tanította az Yläpää Elemi Iskolában; a gyermekek informálisan "Junnu"-nak nevezték. A tanítási módszere laza volt, és reggelente gyakran gyermekdalokat énekeltetett az osztállyal a himnusz helyett. A gyermekek együtt ehettek és tévézhettek Vainióval. 1964-ben a katonai szolgálat miatt egy ideig nem tanított. Mivel már némi szövegírói hírnévre tett szert, a katonai szolgálat alatt megbízták, hogy szöveget írjon a Karélia Osztag új indulójához. A katonai szolgálatból 1964 őszén, 26 évesen szerelt le.

### Áttörés

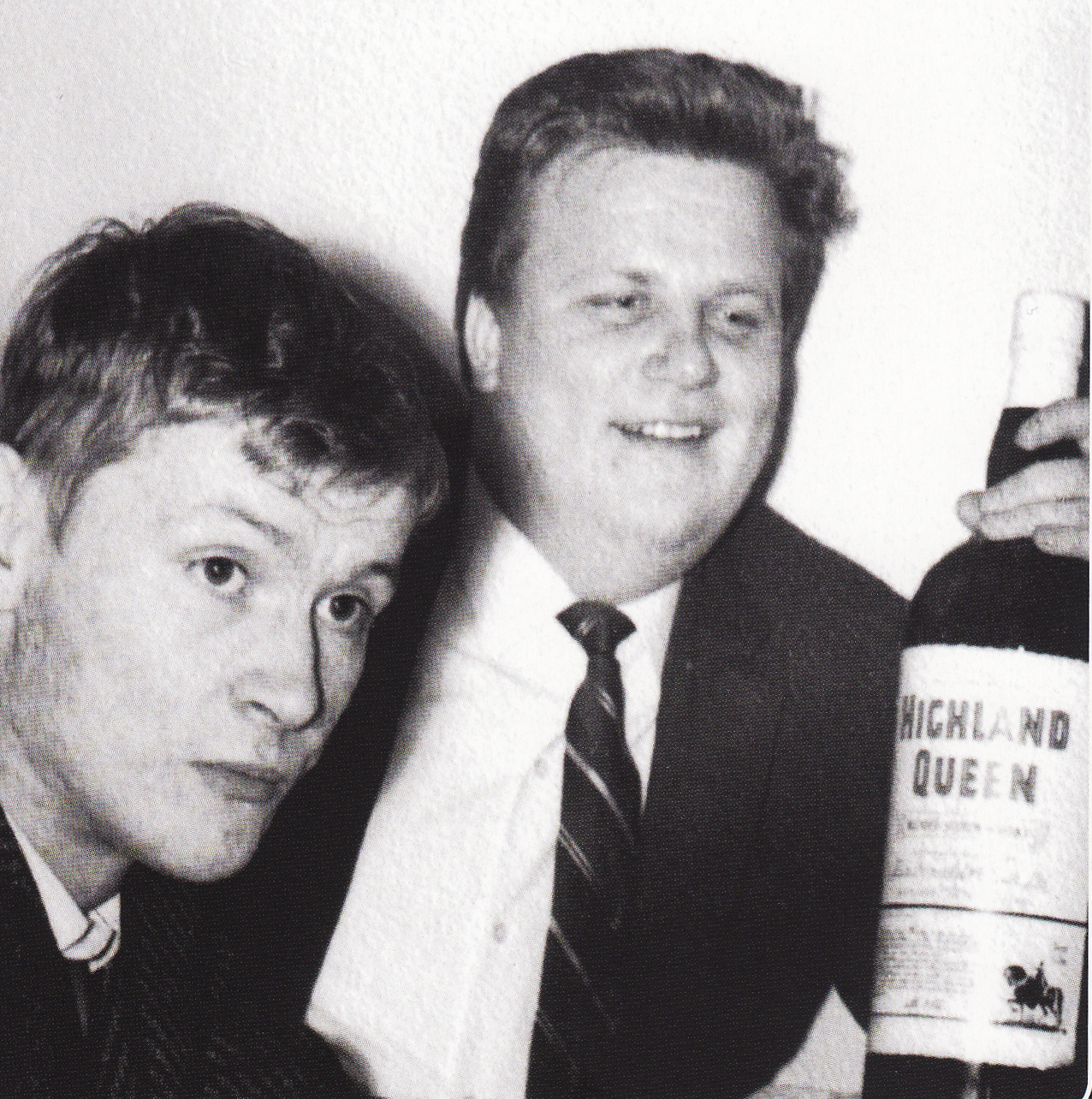
A Vanha salakuljettaja Laitinen című dal névadója, Keijo Laitinen (jobbra) és Juha Vainio (balra)

Vainióra Tapio Rautavaara, Georg Malmstén és Henry Theel zenéje hatott. Fiatalemberként zenélni tanult, mert hivatásos zenész akart lenni. A baráti együttesek számára kezdett szövegeket írni, amivel némi hírnevet szerzett. Vainio mindenekelőtt szövegíró volt; több mint 2400 kiadott dalnak írta a szövegét vagy zenéjét; ezek többségét mások adták elő. Több szöveget írt Toivo Kärki zenéjéhez. Népszerű külföldi dalokat fordított finnre, de ezzel a munkával később felhagyott, mivel a fordítók fix díjazásban részesültek, nem pedig jogdíjban.
Pályafutása kezdetén Spede Pasanen komikus felkérte Vainiót és barátait, hogy lépjenek fel a Ruljanssiriihi című rádióműsorban. Az együttes elfogadta, és amikor Pasanen elhagyta a rádiót a televíziós pályafutás kedvéért, a zenészek követték. Pasanen több műsorában játszottak, többek között a Speden saluuna és 50 pientä minuuttia címűekben.
Barátja, Erkki Liikanen segítségével Vainio szerződést kapott a Finndisc lemezkiadótól. Első kislemeze, a Paras rautalankayhtye 1964-ben jelent meg. Ugyanebben az időben kapta a "Watt", nevet, ami felkerült a lemez borítójára. Vainio számos előadónak írt szövegeket, többek között Katri Helena számára. 1965-ben szülei és testvérei Helsinkibe költöztek, ugyanekkortájt Vainio és családja Espooba költöztek, ahol több mint 25 évig laktak. 1966-ban egy jó barátot vesztett el, amikor Olli Miettinen 34 éves korában elhunyt.
Vainio Mistä löydän ystävän és Maanantaitango című dalai már 1963-ban megjelentek lemezen Katri Helena előadásában, még Vainio katonai szolgálata előtt. Leszerelése után Vainio összebarátkozott a finn közönség által Saukki néven ismert Sauvo Puhtila zeneszerző-zenekritikussal, aki elmondta neki, hogy az Yleisradio szövegírót keres. Vainio felmondta tanári állását, és Reino Markkula zenésszel kezdett dolgozni. Sä kuulut päivään jokaiseen című dalukat Eino Grön vitte nagy sikerre.
Vainio a Fazer Musicnál dolgozott szövegíróként havi fix fizetésért, közben saját dalait is írta. Számos nemzetközi slágert fordított finnre, köztük a Piilopaikka (eredetileg "You've Got Your Troubles") és Nyt meni hermot címűeket, amelyekkel a The First popegyüttes áttörést ért el. Vainio gyakran elkésett a stúdiófelvételekről, ami bosszantotta az együtteseket és a cég vezetését. Harmincéves korában Vainio megírta legismertebb fordítását, a Kolmatta linjaa takaisin címűt. Másik sikere a The Beatles Penny Lane-jének fordítása volt, amelyet Pepe Willberg előadásában Rööperiin címen vettek fel. Noha Vainio változatának helyszíne Helsinki, azt mondta, hogy a szöveg írása közben Kotkára gondolt.
A másoknak írt dalok mellett Vainio maga is népszerű előadó lett. Saját magának is írt dalokat, noha nem tartotta magát sem énekesnek, sem zeneszerzőnek, hanem szövegírónak. Először Pertti Metsärinne zenekarával dolgozott, és a Hum-Boogie című dalt vették fel. Első dalfelvételei között volt a Jos vain saisin nastahampaan takaisin (1964) és a Suolaa, suolaa, enemmän suolaa illetve Juhannustanssit (1965). Ezek mind megjelentek Vainio első albumán (Juha "Watt" Vainio).
Az 1960-as évek közepén Vainio sikeres lett a Sellanen ol' Viipuri és Turistit tuppukylään című dalokkal, illetve egy Erik Lindström által írt dallal (Herrat Helsingin). Amikor a Finndisc céget felvásárolta a Scandia, Vainio és Lindström együttműködése véget ért. Vainio hamarosan másik zeneszerzővel, Jaakko Salóval társult, akit Saukki mutatott be neki. Szöveget írt Toivo Kärki zeneszerző számára is, aki 1965. januárban elvesztette addigi szövegíróját, Reino Helismaa-t.
Az 1960-as évek végén és az 1970-es években ismert dalai voltak a Suomi–Ruotsi és a Matkarakastaja. Vainio első albumai kislemezeket gyűjtöttek egybe; első valódi stúdióalbuma 1972-ben jelent meg. A Viisari värähtää albumon szerepelt a Kaunissaari című dal, amelyet Vainio többször is felvett pályafutása alatt. Szerepelt az 1975-ben felvett következő albumán is (Tulin, näin ja soitin). Noha a Matkarakastaja és Viisari värähtää voltak első saját szerzeményei, csak az 1970-es évek végén kezdett aktívabban zeneszerzéssel foglalkozni.
1966-ban Vainio összebarátkozott Vexi Salmival és Irwin Goodmannal. A trió Kansalle mitä kansa haluaa címmel nyári turnéra indult, de néha Vainio túl részeg volt a fellépéshez. Vainio és Reijo Tani egy kislemezgyűjteményt adtak ki 1968-ban Juha "Watt" Vainio ja Reijo Tani címen. Az albumon szerepeltek a Kauhea kankkunen és Vanha salakuljettaja Laitinen, amelyek Vainio és Toivo Kärki együttműködéséből születtek. Utóbbi Keijo Laitinenről, Vainio jó barátjáról kapta a címét.

### Vissza a tanításhoz
Az 1970-es évek elején Vainio visszatért a tanításhoz. Beceneveket talált ki mindegyik tanítványa számára, akik viszont Junnunak nevezték őt. Szokása volt unortodox büntetési módszerekkel előállni, de általában jól jött ki a tanulókkal. Gyakran elkésett, és szokása volt befejezetlenül hagyni a papírmunkát. Mielőtt elhagyta a tanári pályát, Vainio kirándulást szervezett a tanítványainak, hálából az együtt töltött időért.

### Alkoholfogyasztás

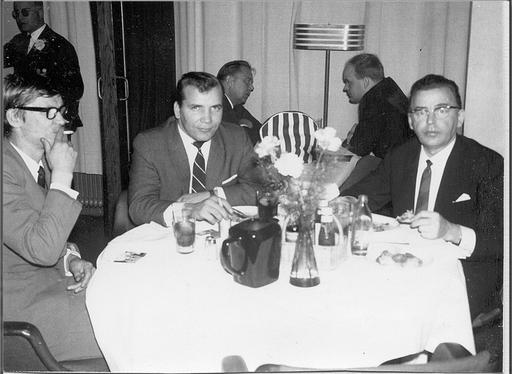
Juha Vainio (balra), Eino Grön és Olavi Virta 1965-ben

Az idő haladtával Vainio egyre több alkoholt fogyasztott. Az 1960-as évek végén a Tapion Tuoppiba járt Gunnar Mattsson és Aarre Elo társaságában. Gyakran egy lapos üveg volt nála arra az esetre, ha kifogyna az italból. Úgy tartják, hogy italfogyasztása részben a családi kapcsolatai megromlásának tulajdonítható. Barátai között több iszákos volt, de alkoholfogyasztási problémái ellenére mindig időben elkészült a szövegeivel.
Vainio barátai, Heikki Kauppinen és Reijo Tani 1972-ben felhagytak az itallal, és Vainio eleinte furcsállotta a döntésüket. Amikor 1970-ben Vexi Salmi a Fazerhez került, Vainio és Salmi együtt kezdtek inni, és néha másnaposan mentek be dolgozni. Egy alkalommal Vainio elfelejtette, hogy be kell fejeznie egy reklámszöveget. A határidő elérkeztével Vainio túl másnapos volt, semhogy befejezze, és végül Salmi segített a szövegírásban. Vainio egyre több alkoholt fogyasztott az 1970-es években, és a szülei tehetetlenül figyelték. Feljegyezték, hogy Vainio nem ment lefeküdni, ha nem volt ital az ágya alatt, és mindig tartott magánál egy üveget. Egy idő után Vainio elkezdte belátni, hogy így nem lehet élni, és 1975 nyarán eldöntötte, hogy véget kell vetnie az ivásnak. A döntésben segítségére volt találkozása Kai Pahlman labdarúgóval, aki azt mondta Vainiónak, hogy meglepődött, hogy még életben van. 1975 végén Vainio négy hónapig tiszta maradt, de utána rövid időre összeomlott. 1976. januárban végül sikerült valóban leszoknia az ivásról.
Vainiót barátai segítették, akik már pár évvel korábban leszoktak az ivásról, köztük Osmo "Osku" Kanerva. Eino Grön, szintén Vainio barátja, másfél évvel utána döntött a leszokás mellett. Vainio soha nem akarta, hogy vízivónak nevezzék, és gyógyult alkoholistának tartotta magát. Miután felhagyott az ivással, Vainio dalai komolyabbá és érzékenyebbé váltak, de továbbra is írt humoros dalokat is.
Noha Vainio maga nem fogyasztott alkoholt, megértő volt másokkal szemben, és tudott úgy időzni a barátaival, hogy azok közben ittak, és otthon is tartott alkoholt, hogy legyen mivel megkínálni őket. A dalaiban is megjelent az italozás témája. Az alkoholtól való megszabadulás nem jelentette egyben családi problémáinak megoldását is; házassága Tainával válással végződött.

### Változások
Vainio élete lassanként megváltozott a válása után. Szövegíróként sokkal termékenyebb volt, mint a megelőző időben, és mellette zenét is kezdett szerezni. Sokat dolgozott együtt Veikko Samulival és Jaakko Salóval, és Salo elkezdte hangszerelni a Vainio által írt dalokat.
1976-ban Vainio a ''Kansi kiinni ja kuulemiin albumon szereplő Jawohl, jawohl című dalát kritizálták a Lappföldre látogató német turistákra tett megjegyzései miatt. Az albumon volt egy érzelmes dal is, a Mä uskon huomispäivään. Az album további ismert dalai a Playboy 60 v ("Playboy 60 yrs"), Suomi–Ruotsi és Taas lapsuuden maisemiin voltak.
Az 1970-es évek vége felé kezdett aktívabban foglalkozni zeneszerzéssel, de már az évtized elején is jelentek meg saját szerzeményei. Legkorábbi kompozíció között van a Matkarakastaja és Viisari värähtää. Legnépszerűbb dala az 1970-es évek végéről a Käyn ahon laitaa az azonos című albumról. Noha Vainio leszokott az ivásról, egyes dalaiban az alkoholról énekelt. Érzelmesebb dalokat kezdett írni; ez a folyamat a következő albumainál vált nyilvánvalóvá. Az 1981-es Albatrossi ja sorsa tartalmazza Vainio egyik legismertebb dalát, az Albatrossi-t. A dal témája az elveszett ifjúság. Az album másik érzelmes dala az Apteekin ovikello, amelyet Tapio Rautavaara ihletett. További ismert dalai a Panaman konsuli és Kun mä rupesin ryyppäämään.
1976-ban Vainiót trágár dalok írásával bízták meg, amelyek utóbb kazettán is megjelentek. A felvételen a zenészek álneveket használtak, maga Vainio Junnu Kaihomieli néven szerepelt. Több dal olyan népszerű dallamon alapult, amely (már) nem esett jogvédelem alá, például a Kumi-Roope című dal a Rosvo-Roope című népdal obszcén változata volt. 1979-ben Vainio hasonló dalok felvételénél működött közre. A dalok 1992-ben és 1997-ben CD-n is megjelentek Pahojen poikien lauluja 1–2 és Porno-ooppera / Pahojen poikien lauluja 3 címen; mindkettő aranylemezes lett.
1982-ben Kike Elomaa testépítővel énekelt együtt a Kunto nousee sullakin kislemezen, amelynek szövegét Vainio írta. A kislemez másik oldalán Elomaa egyedül énekelt. 1983-ban egy válogatásalbum következett Sellaista elämä on címmel, amely Vainio legnépszerűbb dalait tartalmazta. Utolsó stúdióalbuma, az Elämää ja erotiikkaa 1985-ben jelent meg.
Válása után Vainio Pirkko Heikkalával kezdett randevúzni, és 1981. december 27-én összeházasodtak. 1983-ban megszületett Suvi lányuk. A házaspár az 1980-as évek végén Svájcba költözött. 1988-ban Katri Helena, Eino Grön, Pave Maijanen és más népszerű énekesek léptek fel a Vainio 50. születésnapjára rendezett koncerten.

### Halála
Vainio gyermekkori szívproblémái 1990-ben ismét előjöttek; ekkor végrendeletét is megírta. Egy alkalommal barátjával, Veikko Samulival Floridába utaztak. Vainio rosszul lett a repülőn, és a repülő személyzete orvost keresett. Vainio a zsebében tartotta a szívgyógyszerét, ahol a doboz kinyílt, és tartalma összekeveredett egyéb pasztillákkal. Vainio véletlenül túl sok gyógyszert vett be, amitől a szívverése lelassult. Egy stewardess rájött, hogy mi történt, meghánytatta Vainiót, ezzel megmentve életét.
Utolsó fellépése 1990. október 12-én volt. Halála előtt egy nappal Vainio összebarátkozott Juhani Tamminen jégkorongedzővel, és az ő családjával vacsorázott. Taminen szerint Vainio ekkor jó erőben volt. 
Szívrohamban halt meg svájci otthonában, felesége karjaiban 1990. október 29-én. 52 éves volt. Vevey városában gyászszertartást tartottak, Vainio testét visszaszállították Finnországba, ahol a család sírba temették el a helsinki Hietaniemi temetőben.
A felvételt, amin Vainio életének utolsó éveiben dolgozott, halála után jelentette meg a Scandia 1991-ben Viiskymppisen viisut címen. Vainio számára különösen fontos volt a Kauan sitten, amelyet még az 1970-es évek elején írt.

## Ragadványnevei és álnevei
Juha Vainio legismertebb ragadványnevei Junnu és Juha "Watt" Vainio voltak. A Junnu egy becenév volt, amelyet a családnevével együtt is használtak Junnu Vainio formában. A Juha "Watt" Vainio név több album borítóján is megjelent, és a nagyközönség ezen a néven ismerte. Vainio barátai azonban soha nem nevezték őt Wattnak, számukra mindig Junnu maradt.
Vainio álnevei voltak többek között Junnu, Junnu Kaihomieli, Jorma Koski, Ilkka Lähde, Mirja Lähde, Kirsi Sunila Heikki Ilmari és Heikki Ilmari. A Junnu Kaihomieli álnevet az 1970-es évek végén a trágár daloknál használta.

## Kritikai megjegyzések
Peter von Bagh szerint Vainio a finn humoros zene úttörője volt az 1960-as években, mivel még Irwin Goodman előtt kezdett ilyeneket írni. Jaakko Salo producer megjegyezte, hogy Vainio pályája új kezdetet vett, amikor felhagyott az alkohollal. Véleménye szerint Vainio szövegeiből nyilvánvaló, hogy dalai saját tapasztalatain alapulnak.
Jukka Virtanen író és filmrendező szerint Vainio általában egyidejűleg írta a szöveget és a zenét. Ez leginkább szembetűnik a Vanhojapoikia viiksekkäitä című keringőben, amelynek szövege egy idős agglegényről szól, aki soha nem táncolhatott a saját esküvőjén. Virtanen azt mondta, hogy noha Vainio gyors ütemben dolgozott, a dalok írása mégsem volt egyszerű számára. A munkája nem vált könnyebbé, amikor felhagyott az ivással, de sokkal érzelmesebb lett.

## Hobbyjai
Vainio fiatalkorában gyakran futballozott és kosárlabdázott, és később is lelkes néző maradt. Ő írta a Tappara jégkorongcsapat indulójának a szövegét Reijo Lehtovirta dallamára. A Tappara menedzsere, Mikko Westberg kérte fel Vainiót, hogy írja meg a dalt a csapatnak, és azt kérte, hogy szerepeljenek benne a "Tappara acélból van" és a "rozskenyér" kifejezések. A dal megírása után Vainio élethosszig tartó szurkolója lett a Tapparának.
Vainio kedvelte a tengert és a vitorlázást. Családjáit és barátait gyakran magával vitte a hajóján, és 1987-ben feleségével együtt egy szigetet vásárolt Österskärban. A vitorlázás szeretete megjelenik a Kaikki paitsi purjehdus on turhaa című dalban is, amelynek zenéjét Lasse Mårtenson szerezte.

## Utóélete
Vainio halála után több emlékkoncertre került sor a 70. születésnapja tiszteletére, ami 2008. májusban volt. Vainio barátja, Jukka Virtanen egy darabot írt Albatrossi ja Heiskanen címen Vainio dalai alapján. Vainio szülővárosában, Kotkában mutatták be 1992-ben, és azóta több előadást ért meg. A Keisarikunta című film Vainio és barátai ifjúkorát mutatja be az 1950-es években.
1991-ben alapították a Juha Vainio-díjat, és évente 5000 eurós (eredetileg 30 000 finn márkás) jutalommal díjazzák a jelentős finn szövegírókat. 1994 decemberében egy klub alakult Junnun Lauluseura (Junnu énekes klubja) néven. Tagjai között vannak Vainnio barátai, Keijo Laitinen, Pertti Metsärinne és Reijo Tani. A klub két könyvet adott ki Junnun laululipas 1 illetve Junnun laululipas 2 címmel.
Vainio munkássága továbbra is jelentős a finn populáris zenében, példa erre Vesa-Matti Loiri 2003-ban illetve 2004-ben megjelent két albuma, melyeknek borítóján Vainio szerepelt.
Vainio összes felvételét kiadták 2008-ban egy CD-sorozatban (Legendan laulut – Kaikki levytykset 1963–1990). Ez tartalmazta a reklámanyagait, trágár dalait és egy könyvet is. A sorozattal egyszerre kiadott válogatásalbum (Legendan laulut – 48 mestariteosta) második helyet ért el a finn albumok toplistáján. Juha Vaini fia, Ilkka Vainio szintén a zenei üzletágban dolgozik producerként és dalszerzőként.

## Diszkográfia
- Juha 'Watt' Vainio (1966, kislemez-válogatás)
- Juha 'Watt' Vainio ja Reijo Tani (1968, kislemez-válogatás)
- Viisari värähtää (1972)
- Tulin, näin ja soitin (1975)
- Kansi kiinni ja kuulemiin (1976)
- Käyn ahon laitaa (1979)
- Albatrossi ja sorsa (1981)
- Sellaista elämä on (1983)
- Elämää ja erotiikkaa (1985)
- Viiskymppisen viisut (1991)

## Fordítás
- Ez a szócikk részben vagy egészben  a   Juha Vainio című angol Wikipédia-szócikk ezen változatának fordításán alapul.  Az eredeti cikk szerkesztőit annak laptörténete sorolja fel. Ez a jelzés csupán a megfogalmazás eredetét és a szerzői jogokat jelzi, nem szolgál a cikkben szereplő információk forrásmegjelöléseként.